# Reserva Natural de Kazantypskyi
A Reserva Natural de Kazantypskyi (em ucraniano:  Казанти́пський приро́дний запові́дник, transl. Kazantýpskyi priródny zapovídnyk; em russo:  Казанти́пский природный заповедник, transl. Kazantípskiy prirodniy zapovednik, pronúncia russa: [kəzɐnˈtʲipskʲɪj prʲɪˈpodnɨj zəpɐˈtɕedʲnʲɪk]; em tártaro da Crimeia:  Qazan Tip tabiat qoruğı) é uma reserva natural protegida localizada na costa norte da península de Querche. A reserva de 450 hectares (4,50 km²) inclui o território do cabo Kazantyp (394 ha (3,94 km²)) e o complexo aquático da costa (56 ha (0,560 km²)). O local é uma zona húmida de importância internacional da Ramsar.

## Fauna e flora
As comunidades vegetais predominantes no território da reserva são áreas virgens de espartos, petrófilas e estepes de arbustos e prados. No total, existem 617 espécies de plantas vasculares em Kazantip, que compõem 46 % da flora da planície da Crimeia e 68 % da flora da península de Querche. Destas, 25 espécies estão listadas no Livro Vermelho da Ucrânia.
A fauna da reserva inclui 188 espécies de vertebrados e mais de 450 espécies de invertebrados, dos quais 35 estão listadas no Livro Vermelho da Ucrânia.

## Conservação

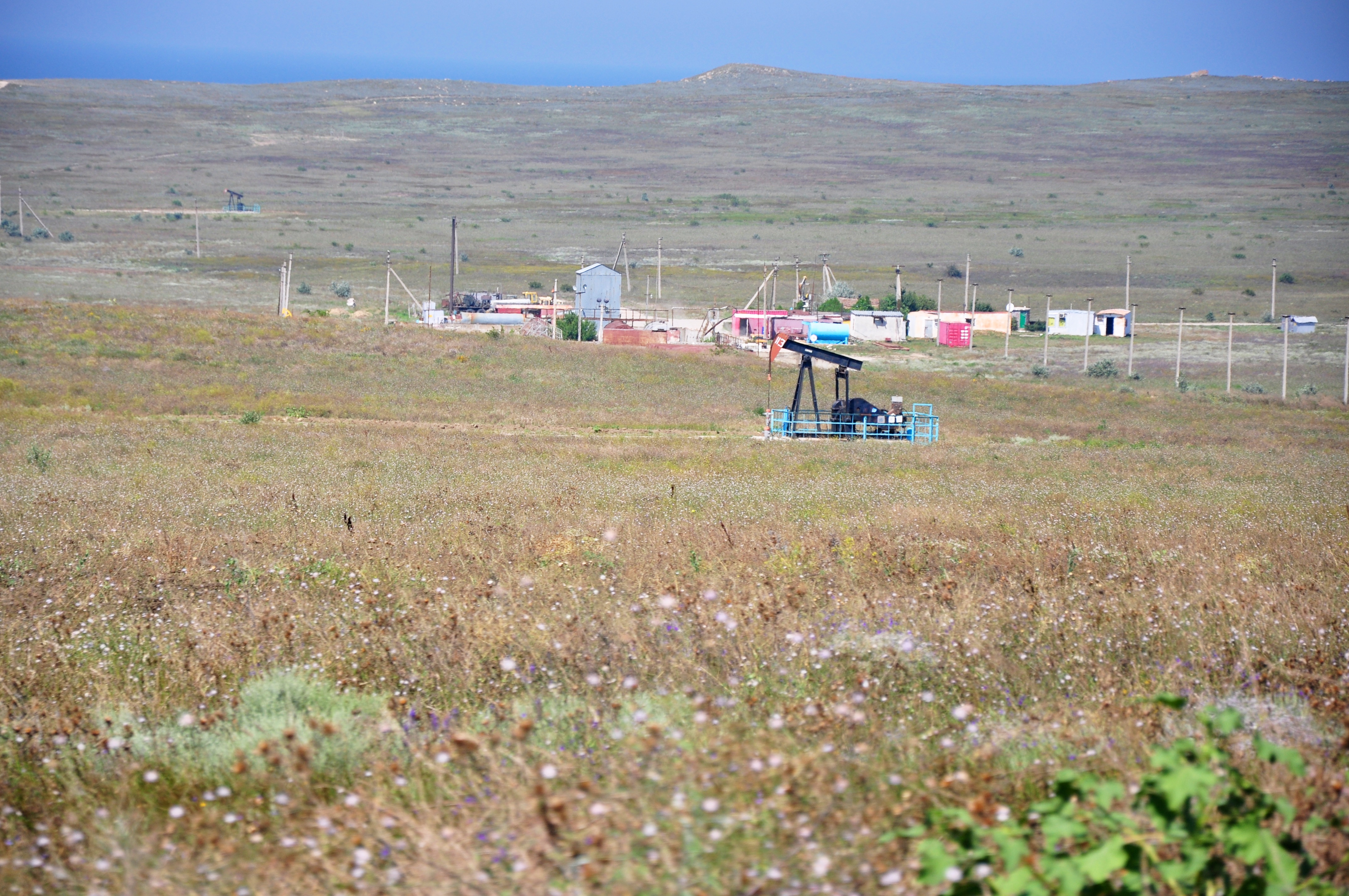
Produção de petróleo em Kazantyp

Apesar da reserva possuir apenas 450 ha (4,50 km²), ela apresenta uma boa rede rodoviária, com cerca de 50 estradas diferentes. No verão, vários automóveis, ciclistas e pedestres visitam a reserva para nadar nas praias, pescar, acampar, acender fogueiras e deixar lixo, o que é uma violação grave da lei da Ucrânia. Além disso, no território da reserva existe um cemitério localizado ilegalmente, produção de petróleo e pastoreio ilegal de gado. A reserva é patrulhada apenas no verão.
Em outubro de 2007, o realizador russo Fyodor Bondarchuk começou a filmar o filme Prisioneiros do Poder na área da reserva, após ter recebido permissão do Ministério do Meio Ambiente da Ucrânia. Durante as filmagens, danos significativos foram causados à flora e à fauna da Crimeia e o Gabinete do Procurador-Geral da Ucrânia multou a direção do filme em 16.500 grívnias.  As lagartas dos tanques mataram serpentes e lagartos sem pernas raros (Elaphe quatuorlineata e Pseudopus apodus), listados no Livro Vermelho da Ucrânia. Fyodor Bondarchuk, negou as acusações dos ambientalistas e disse que as cenas que envolviam tanques não foram filmadas na reserva, mas em áreas de exploração petrolífera, perto das perfuratrizes.